# Bernd Janowski (Fotograf)
Bernd Janowski (* 25. August 1957 in Güsten; † 29. Mai 2023 in Eberswalde)
war ein deutscher Fotograf, Mitbegründer und späterer Geschäftsführer des Förderkreises Alte Kirchen Berlin-Brandenburg e. V., Herausgeber der Buchreihe Kirchen im ländlichen Raum und Autor.

## Leben

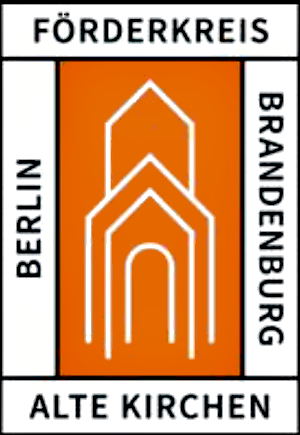
Vereinszeichen Förderkreis Alte Kirchen BB

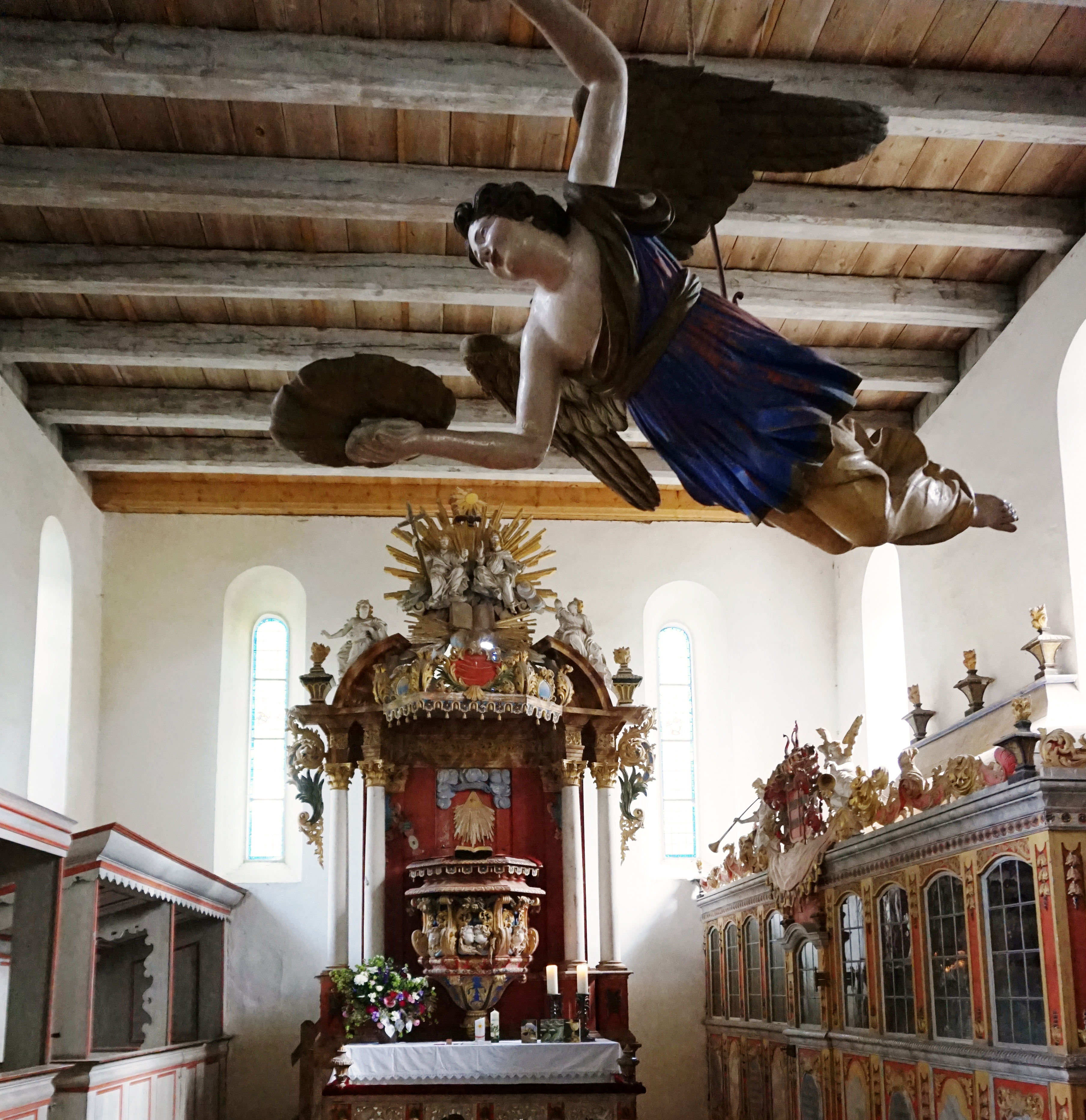
Dorfkirche Sternhagen mit Kanzel, Taufengel und Logen der Familie von Arnim

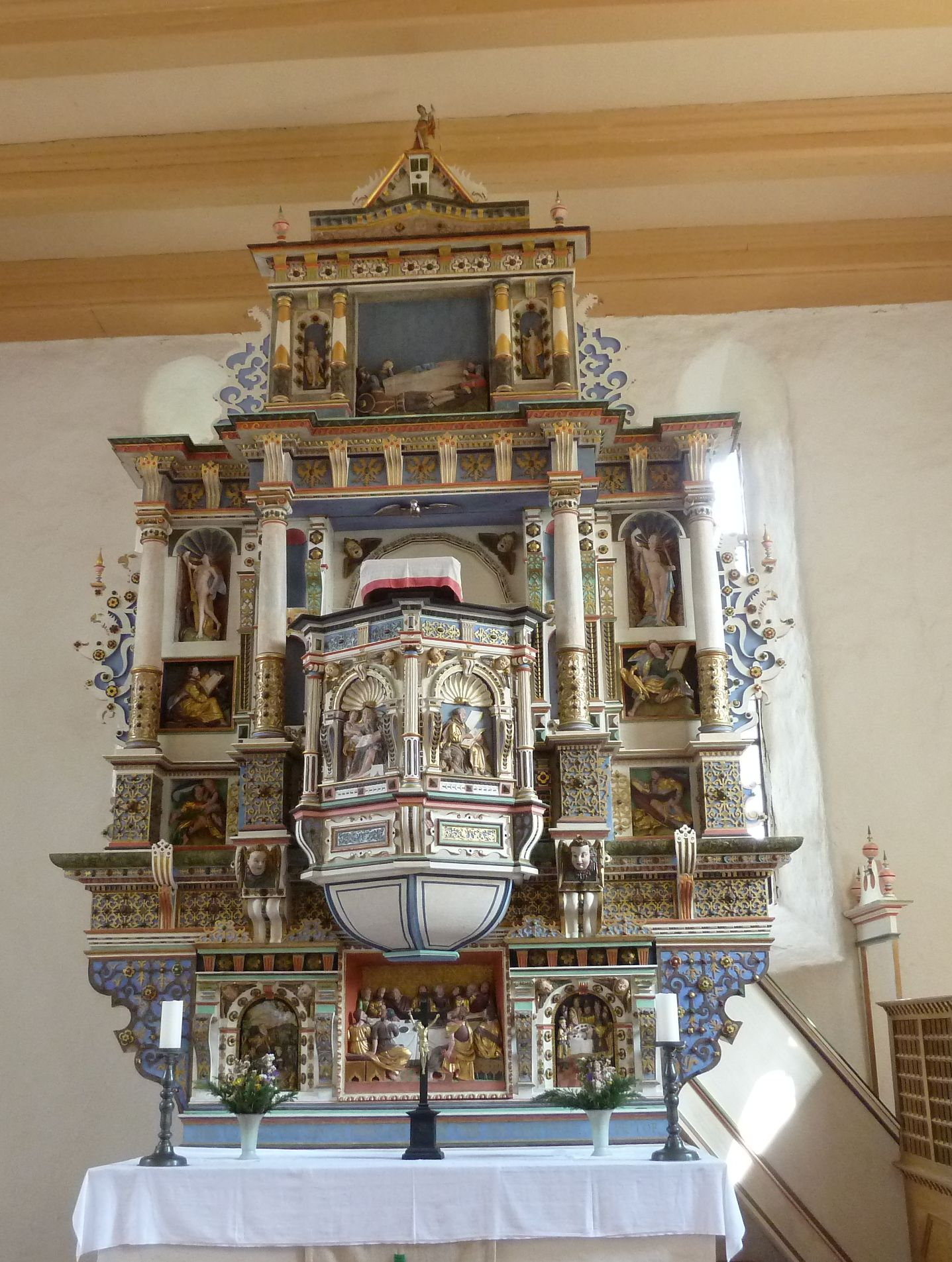
Dorfkirche Melzow Kanzelaltar

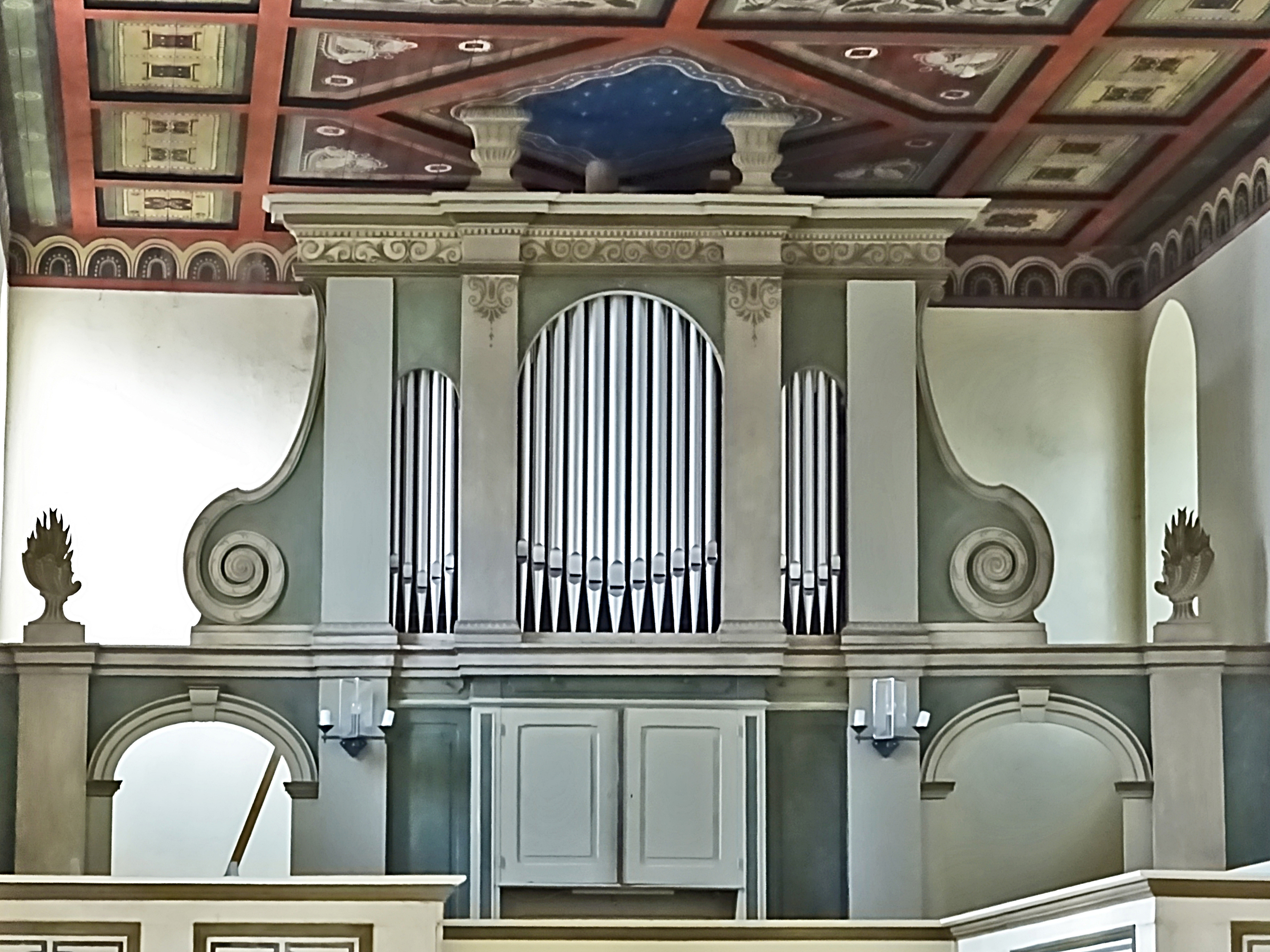
Dorfkirche Hohenfinow Wilhelm Remler Orgel, 2009 restauriert

Seine Kindheit verbrachte Bernd Janowski in Lehnin und als Schüler besuchte er die Internatsschule Ziesar, wo er auch sein Abitur ablegte.
In der DDR arbeitete er als freischaffender Fotograf. Bernd Janowski lebte vor der Wende im Ostberliner Stadtbezirk Berlin-Prenzlauer Berg in der Kastanienallee, hier war er ein aufmerksamer Dokumentarist der Polit- und Kulturszene und gehörte zum sogenannten Kreis der DDR-Avantgarde, wie z. B. mit dem Schriftsteller Johannes Jansen. Für seine Veröffentlichungen wählte er die Zeitschriften Bizarre Städte, Schaden und Fluchtblaetter ein Künstlerbuch (Berlin 1987), gemeinsam mit Johannes Jansen.
Über sein Interesse an historischen Bauwerken, wie Kirchen und ihrem erhaltenswerten Inventar, wie Altären, Orgeln und Taufengeln, kam er zur ehrenamtlichen Denkmalpflege und war 1990 Mitbegründer des Förderkreises Alte Kirchen Berlin-Brandenburg e. V. Er war ehrenamtlich im Verein tätig, bis er die Geschäftsführung im Jahre 2000 übernahm und bis zu seinem Tod im Jahre 2023 innehatte.
Der Förderkreis gehörte 2011 zu den Gründungsmitgliedern des Future for Religious Heritage (Zukunft für das religiöse Erbe, ein Netzwerk für einen Europäischen Verbund zur Bewahrung der Gottesdienststätten in Europa), eine nicht-religiöse, gemeinnützige Kulturerbe-Organisation, die in Belgien registriert ist und Mitglieder in ganz Europa hat.
Im Jahre 2002 zog Bernd Janowski von Berlin in die Uckermark nach Oberuckersee in den Ortsteil Melzow.

## Wirken
Bernd Janowski war Herausgeber und redaktionell Beitragender, gemeinsam mit Dirk Schumann, der im Lukas Verlag erscheinenden Buchreihe Kirchen im ländlichen Raum.

„Sie haben für Denkmalpflege geworben, Benefizkonzerte veranstaltet und Starthilfe für neue Kirchen-Fördervereine gegeben. Kirche für Kirche wurde den Gemeinden zurückgegeben und wieder für Gottesdienste hergerichtet. Heute sind die meisten dieser Kirchenbauten in Stand gesetzt.“ Janowski habe zugleich mit solchen Initiativen wie „Musikschulen öffnen Kirchen“ und „Theater in Kirchen“ neues Leben in die alten Bauten gebracht, betonte Platzeck. „Und mit Ihrem Projekt ‚Offene Kirchen‘ werden alte Kirchen ins rechte Licht gesetzt und wieder als das präsentiert, was sie sind: Die zentralen Orte, die von der Geschichte des Dorfes erzählen. Kulturelle Identität bekommt mit ihnen einen Raum.“

### Nachwort
„Er konnte etwas geben, was alle Kirchenretter brauchen: Gelingenszuversicht. Als ich damals Prenzlau besuchte, wo im Schatten berühmterer Kirchen St. Sabinen auf Rettung harrte, kam ich mit dem Schlüsselbewahrer über den FAK ins Gespräch und vernahm freudig die völlig überzeugte Bemerkung: ‚Ach, Herr Janowski hat schon so viele Kirchen gerettet, das wird hier auch…!‘
Jetzt ist er, der ein bewunderungswürdiges Lebenswerk hat, nicht mehr da, und das ist unendlich traurig.“

„Bei Exkursionen verabschiedete er sich von den Teilnehmern mit den Worten ‚… und bleiben Sie uns gewogen‘. Das wünschen wir uns in seinem Sinne auch zukünftig von einem großen Freundeskreis.“

## Schriften (Auswahl)
- Es lebe Österreich-Ungarn!/ Photo-biografischer Versuch über die Szene. In: Bizarre Städte. Band 1, 1988 (Seite 1, Seite 2/3,Seite 4/5, Seite 6/7,Seite 8/9, Seite 10)
- „Liebling, mach Lack!“ Die Aufzeichnungen des Soldaten Jot Jot. Faksimiles (Reihe Kunstbuch 2004) von Daniela Seel (Herausgeberin), Johannes Jansen (Autor), Andreas Töpfer (Illustrator), Bernd Janowski (Illustrator), Roland Berbig (Nachwort). ISBN 978-3-937445-02-1.
- mit Dirk Schumann (Hrsg.): Dorfkirchen Beiträge zur Architektur, Ausstattung und Denkmalpflege Kirchen im ländlichen Raum. 2004, ISBN 978-3-936872-21-7.
- Ferdinand von Arnim als Hofbaumeister des Prinzen Karl. In: Die Mark Brandenburg. Heft 76, Berlin 2010, ISBN 978-3-910134-07-2.
- Dorfkirchen in der Niederlausitz Geschichte – Architektur – Denkmalpflege Kirchen im ländlichen Raum. Annegret Gehrmann (Herausgeberin), Dirk Schumann (Herausgeber), Bernd Janowski (Artikel Die Devastierung von Kirchen im Lausitzer Braunkohlegebiet. S. 29–40), 2011, ISBN 978-3-86732-054-2.
- Das Hochaltarretabel in der Prenzlauer Marienkirche Beiträge der interdisziplinären Tagung im Dominikanerkloster in Prenzlau am 1. Dezember 2012. Thomas Drachenberg (Herausgeber), Beitragender Bernd Janowski. 2013, ISBN 978-3-86732-180-8.
- Matthias Friske: Die mittelalterlichen Kirchen in der nördlichen und östlichen Uckermark. Geschichte – Architektur – Ausstattung. In: Bernd Janowski und Dirk Schumann (Hrsg.): Kirchen im ländlichen Raum. 1. Auflage. Band 7. Lukas Verlag, Berlin 2010, ISBN 978-3-86732-196-9.
- Die Uckermark (Die Mark Brandenburg). Sibylle Badstübner-Gröger (Autor), Bernd Janowski (Autor), Uwe Michas (Autor), Matthias Schulz (Autor), Kerrin Gräfin von Schwerin (Autor). 14. Juni 2018, ISBN 978-3-910134-84-3

### Broschüre „Offene Kirche“

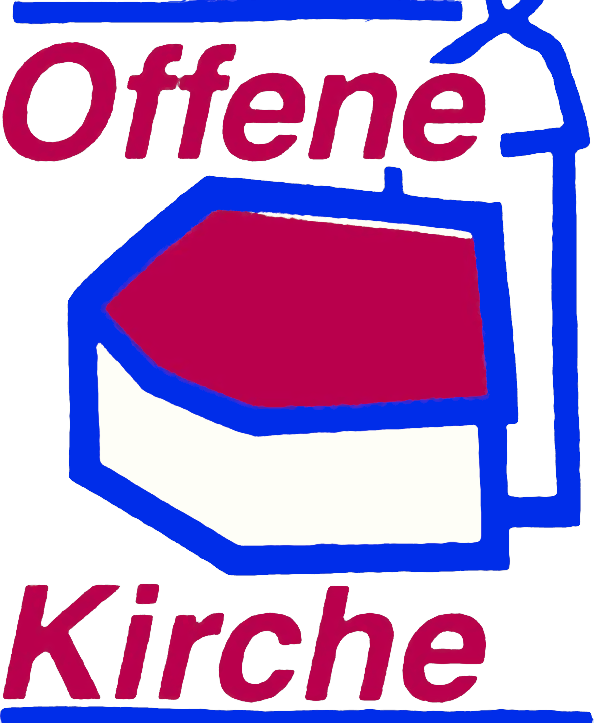
Hinweisschild auf Offene Kirchen in Berlin und Brandenburg

Ab dem Jahre 2000 brachte der Förderkreis unter Redaktion von Bernd Janowski die jährlich erscheinende Broschüre Offene Kirche heraus. Er verfasste Beiträge, illustriert mit seinen Fotos und gab Gastautoren die Möglichkeit, ihre thematische Beiträge zu veröffentlichen. Mit dem Gruß- und Geleitworten kamen Persönlichkeiten des öffentlichen Lebens zu Wort, wie zum Beispiel Manfred Stolpe, Angus Fowler, Matthias Platzeck, Markus Dröge und die Redaktion in eigener Sache.

## Familie

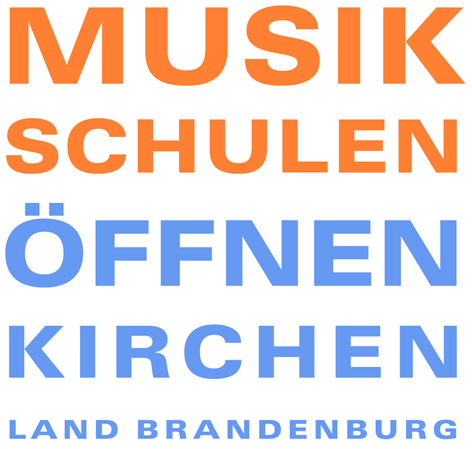
Musikschulen öffnen Kirchen

Ehefrau Dorothea heiratete er am 25. August 2007 in der Dorfkirche Melzow. Sie ist Leiterin der Uckermärkischen Musik- und Kunstschule Angermünde Friedrich Wilhelm von Redern und Lehrerin für Klavier, Orgel und Musiktheorie sowie Chorleiterin. Gemeinsam mit ihrem Mann Bernd rief sie die Initiative Musikschulen öffnen Kirchen ins Leben und seit dem Jahr 2007 findet jährlich diese Veranstaltung unter Trägerschaft des Förderkreises Alte Kirchen BB und des Verbandes der Musik- und Kunstschulen Brandenburg statt.

## Auszeichnungen und Ehrungen
- Im Jahr 2002 wurde der Förderkreis Alte Kirchen unter seiner Führung mit dem Denkmalpflegepreis des Landes Brandenburg ausgezeichnet.
- 2006: Paul-Gerhardt-Medaille der Evangelischen Kirche Berlin-Brandenburg-schlesische Oberlausitz
- 2011: Verdienstmedaille des Verdienstordens der Bundesrepublik Deutschland
- Im Jahre 2013 erhielt der Förderverein den Denkmalschutzpreis Silberne Halbkugel des Deutschen Nationalkomitees für Denkmalschutz.
- 2023: Posthume Auszeichnung mit dem Brandenburgischen Denkmalpflegepreis für seine „langjähriges erfolgreiches Wirken auf dem Gebiet der Denkmalpflege“